# Championnat d'Italie de football de troisième division 2019-2020
 (juillet 2019).
Si vous disposez d'ouvrages ou d'articles de référence ou si vous connaissez des sites web de qualité traitant du thème abordé ici, merci de compléter l'article en donnant les références utiles à sa vérifiabilité et en les liant à la section « Notes et références ».
Navigation
Serie C 2018-2019 Serie C 2020-2021
La saison 2019-2020 du championnat d'Italie D3 qui s'appelle en italien Serie C est organisée en trois poules de 20 équipes soit 60 équipes au total.
C'est la 6e édition du championnat italien organisée par la Lega Italiana Calcio Professionistico, au sein d'une division unique, le championnat porte à nouveau le nom d'origine de Serie C.

## Équipes

### Groupe A
| Club             | Ville           | Stade                             | Capacité |
| ---------------- | --------------- | --------------------------------- | -------- |
| AlbinoLeffe      | Albino et Leffe | Città di Gorgonzola (Gorgonzola)  | 3 766    |
| Alessandria      | Alessandria     | Giuseppe Moccagatta               | 5 827    |
| Arezzo           | Arezzo          | Città di Arezzo                   | 13 128   |
| Carrarese        | Carrara         | Dei Marmi                         | 9 500    |
| Como             | Como            | Giuseppe Sinigaglia               | 13 602   |
| Giana            | Gorgonzola      | Città di Gorgonzola               | 3 766    |
| Gozzano          | Gozzano         | Stadio Alfredo d'Albertas         | 1 510    |
| Juventus FC rés. | Turin           | Giuseppe Moccagatta (Alessandria) | 5 827    |
| Lecco            | Lecco           | Rigamonti-Ceppi                   | 4 997    |
| Monza            | Monza           | Brianteo                          | 18 568   |
| Novara           | Novara          | Silvio Piola (Novara)             | 17 875   |
| Olbia            | Olbia           | Bruno-Nespoli                     | 3 200    |
| Pergolettese     | Crema           | Giuseppe Voltini                  | 4 100    |
| Pianese          | Piancastagnaio  | Carlo Zecchini (Grosseto)         | 9 779    |
| Pistoiese        | Pistoia         | Marcello Melani                   | 13 195   |
| Pontedera        | Pontedera       | Ettore Mannucci                   | 2 700    |
| Pro Patria       | Busto Arsizio   | Carlo Speroni                     | 4 627    |
| Pro Vercelli     | Vercelli        | Silvio Piola (Vercelli)           | 5 500    |
| Renate           | Renate          | Città di Meda (Meda)              | 2 900    |
| Siena            | Siena           | Montepaschi Arena                 | 15 373   |

### Groupe B
| Club           | Ville                    | Stade                               | Capacité |
| -------------- | ------------------------ | ----------------------------------- | -------- |
| Arzignano      | Arzignano                | Romeo Menti (Vicenza)               | 13 173   |
| Carpi          | Carpi                    | Sandro Cabassi                      | 5 550    |
| Cesena         | Cesena                   | Dino Manuzzi                        | 20 194   |
| Fano           | Fano                     | Raffaele Mancini                    | 8 800    |
| FeralpiSalò    | Salò                     | Lino Turina                         | 2 364    |
| Fermana        | Fermo                    | Bruno Recchioni                     | 8 920    |
| Gubbio         | Gubbio                   | Pietro Barbetti                     | 4 939    |
| Imolese        | Imola                    | Romeo Galli                         | 4 000    |
| Modena         | Modène                   | Alberto Braglia                     | 21 092   |
| Padova         | Padoue                   | Euganeo                             | 32 420   |
| Piacenza       | Piacenza                 | Leonardo Garilli                    | 21 668   |
| Ravenna        | Ravenna                  | Bruno Benelli                       | 12 020   |
| Reggio Audace  | Reggio Emilia            | Mapei Stadium - Città del Tricolore | 21 584   |
| Rimini         | Rimini                   | Romeo Neri                          | 7 442    |
| Sambenedettese | San Benedetto del Tronto | Riviera delle Palme                 | 13 705   |
| Südtirol       | Bolzano/Bozen            | Druso                               | 3 500    |
| Triestina      | Trieste                  | Nereo Rocco                         | 32 454   |
| Vicenza        | Vicenza                  | Romeo Menti                         | 13 173   |
| Virtus Verona  | Verona                   | Gavagnin Nocini                     | 1 200    |
| Vis Pesaro     | Pesaro                   | Tonino Benelli                      | 4 898    |

### Groupe C
| Club                | Ville               | Stade                     | Capacité |
| ------------------- | ------------------- | ------------------------- | -------- |
| Avellino            | Avellino            | Partenio-Adriano Lombardi | 10 215   |
| Bari                | Bari                | San Nicola                | 58 270   |
| Bisceglie           | Bisceglie           | Gustavo Ventura           | 5 000    |
| Casertana           | Caserta             | Alberto Pinto             | 12 000   |
| Catania             | Catania             | Angelo Massimino          | 20 266   |
| Catanzaro           | Catanzaro           | Nicola Ceravolo           | 14 650   |
| Cavese              | Cava de' Tirreni    | Simonetta Lamberti        | 5 000    |
| Monopoli            | Monopoli            | Vito Simone Veneziani     | 880      |
| Paganese            | Pagani              | Marcello Torre            | 5 093    |
| Picerno             | Picerno             | Alfredo Viviani (Potenza) | 4 977    |
| Potenza             | Potenza             | Alfredo Viviani           | 4 977    |
| Reggina             | Reggio Calabria     | Oreste Granillo           | 27 454   |
| Rende               | Rende               | Marco Lorenzon            | 5 000    |
| Rieti               | Rieti               | Manlio Scopigno           | 10 163   |
| Sicula Leonzio      | Lentini             | Angelino Nobile           | 2 500    |
| Teramo              | Teramo              | Gaetano Bonolis           | 7 498    |
| Ternana             | Terni               | Libero Liberati           | 17 460   |
| Vibonese            | Vibo Valentia       | Luigi Razza               | 6 500    |
| Virtus Francavilla  | Francavilla Fontana | Giovanni Paolo II         | 2 000    |
| Viterbese Castrense | Viterbo             | Enrico Rocchi             | 5 460    |

## Compétition
Une victoire rapporte 3 point, un match nul, 1 point, une défaite, 0 point et un forfait, 0 point. Au bout de trois forfait, le club est exclu du championnat et est relégué en 9e division.

### Groupe A
| Rang | Équipe                 | Pts    | J  | G  | N  | P  | Bp | Bc | Diff |
| ---- | ---------------------- | ------ | -- | -- | -- | -- | -- | -- | ---- |
| 1    | AC Monza               | 86.231 | 27 | 18 | 7  | 2  | 53 | 18 | +35  |
| 2    | Carrarese Calcio       | 62.637 | 27 | 12 | 9  | 6  | 47 | 36 | +11  |
| 3    | AC Renate              | 60.027 | 27 | 11 | 10 | 6  | 34 | 22 | +12  |
| 4    | US Città di Pontedera  | 58.670 | 27 | 11 | 9  | 7  | 38 | 35 | +3   |
| 5    | US Alessandria 1912    | 56.165 | 27 | 10 | 10 | 7  | 34 | 30 | +4   |
| 6    | Robur Sienne           | 56.104 | 27 | 10 | 10 | 7  | 32 | 30 | +2   |
| 7    | Novare Calcio          | 55.538 | 26 | 10 | 10 | 8  | 35 | 29 | +6   |
| 8    | UC AlbinoLeffe         | 55.225 | 27 | 10 | 9  | 8  | 29 | 24 | +5   |
| 9    | SS Arezzo              | 52.720 | 27 | 8  | 13 | 6  | 33 | 28 | +5   |
| 10   | Juventus rés.          | 50.527 | 27 | 8  | 12 | 7  | 30 | 34 | -4   |
| 11   | Pro Patria             | 46.769 | 26 | 7  | 11 | 8  | 32 | 30 | +2   |
| 12   | US Pistoiese 1921      | 46.352 | 27 | 6  | 15 | 6  | 24 | 22 | +2   |
| 13   | Côme 1907 P            | 46.143 | 26 | 7  | 11 | 8  | 28 | 25 | +3   |
| 14   | Pro Verceil 1892       | 45.464 | 26 | 7  | 10 | 9  | 27 | 28 | -1   |
| 15   | Calcio Lecco 1912 P    | 41.393 | 26 | 7  | 7  | 12 | 27 | 42 | -15  |
| 16   | US Pergolettese 1932 P | 38.209 | 27 | 6  | 9  | 12 | 21 | 36 | -15  |
| 17   | AS Giana Erminio       | 38.000 | 26 | 6  | 8  | 12 | 28 | 44 | -16  |
| 18   | Olbia Calcio 1905      | 34.973 | 27 | 5  | 10 | 12 | 28 | 44 | -16  |
| 19   | US Pianese             | 33.824 | 27 | 4  | 12 | 11 | 23 | 30 | -7   |
| 20   | AC Gozzano             | 30.901 | 27 | 4  | 10 | 13 | 22 | 38 | -16  |

| Légende : Qualifications et relégations | Légende : Qualifications et relégations           |
| --------------------------------------- | ------------------------------------------------- |
|                                         | Promu en Serie B                                  |
|                                         | Qualifié pour les barrages de promotion           |
|                                         | Relégation en Serie D                             |
|                                         | Participation aux barrages de maintien/relégation |
|                                         | Liquidation judiciaire (faillite)                 |
|                                         | P : Promu de Serie D R : relégué de Serie B       |

### Groupe B
| Rang | Équipe                      | Pts    | J  | G  | N  | P  | Bp | Bc | Diff |
| ---- | --------------------------- | ------ | -- | -- | -- | -- | -- | -- | ---- |
| 1    | L. R. Vicence Virtus        | 85.918 | 27 | 18 | 7  | 2  | 41 | 12 | +29  |
| 2    | Reggio Audace P             | 76.835 | 27 | 15 | 10 | 2  | 45 | 25 | +20  |
| 3    | Carpi FC 1909 R             | 76.452 | 26 | 16 | 5  | 5  | 44 | 21 | +23  |
| 4    | FC Südtirol                 | 67.962 | 27 | 15 | 3  | 9  | 43 | 24 | +19  |
| 5    | Calcio Padova R             | 64.308 | 26 | 13 | 5  | 8  | 35 | 19 | +16  |
| 6    | FeralpiSalò                 | 64.308 | 26 | 12 | 8  | 6  | 34 | 31 | +3   |
| 7    | Plaisance Calcio 1919       | 60.619 | 26 | 10 | 11 | 5  | 32 | 24 | +8   |
| 8    | Triestina                   | 56.582 | 27 | 12 | 4  | 11 | 36 | 32 | +4   |
| 9    | Modène Football Club 2018 P | 55.745 | 27 | 11 | 7  | 9  | 29 | 25 | +4   |
| 10   | Sambenedettese              | 48.231 | 26 | 9  | 6  | 11 | 31 | 31 | 0    |
| 11   | Fermana FC                  | 46.874 | 27 | 8  | 9  | 10 | 22 | 33 | -11  |
| 12   | Virtus Verona               | 44.681 | 27 | 8  | 8  | 11 | 33 | 35 | -2   |
| 13   | Cesena FC P                 | 42.071 | 27 | 7  | 9  | 11 | 33 | 42 | -9   |
| 14   | Vis Pesaro dal 1898         | 39.670 | 27 | 7  | 7  | 13 | 22 | 37 | -15  |
| 15   | Gubbio                      | 39.566 | 27 | 5  | 13 | 9  | 23 | 31 | -8   |
| 16   | Ravenne FC                  | 37.896 | 27 | 7  | 6  | 14 | 27 | 41 | -14  |
| 17   | Imolese Calcio 1919 P       | 32.467 | 27 | 4  | 11 | 12 | 20 | 35 | -15  |
| 18   | Arzignano Valchiampo P      | 32.154 | 26 | 4  | 10 | 12 | 18 | 32 | -14  |
| 19   | Fano                        | 29.753 | 27 | 5  | 6  | 16 | 24 | 42 | -18  |
| 20   | Rimini                      | 29.022 | 27 | 4  | 9  | 14 | 24 | 42 | -18  |

| Légende : Qualifications et relégations | Légende : Qualifications et relégations           |
| --------------------------------------- | ------------------------------------------------- |
|                                         | Promu en Serie B                                  |
|                                         | Qualifié pour les barrages de promotion           |
|                                         | Relégation en Serie D                             |
|                                         | Participation aux barrages de maintien/relégation |
|                                         | P : Promu de Serie D R : relégué de Serie B       |

### Groupe C
| Rang | Équipe              | Pts    | J  | G  | N  | P  | Bp | Bc | Diff |
| ---- | ------------------- | ------ | -- | -- | -- | -- | -- | -- | ---- |
| 1    | Reggina 1914        | 87.705 | 30 | 21 | 6  | 3  | 54 | 19 | +35  |
| 2    | Bari P              | 76.709 | 30 | 16 | 12 | 2  | 54 | 24 | +30  |
| 3    | Monopoli            | 72.946 | 30 | 18 | 3  | 9  | 40 | 22 | +18  |
| 4    | Potenza             | 70.933 | 30 | 16 | 8  | 6  | 36 | 23 | +13  |
| 5    | Ternana             | 64.600 | 30 | 14 | 9  | 7  | 38 | 29 | +9   |
| 6    | Catania             | 57.533 | 30 | 13 | 8  | 9  | 39 | 38 | +1   |
| 7    | Catanzaro           | 53.268 | 30 | 12 | 7  | 11 | 41 | 36 | +5   |
| 8    | Teramo              | 50.893 | 30 | 11 | 8  | 11 | 29 | 31 | -2   |
| 9    | Virtus Francavilla  | 50.893 | 30 | 10 | 10 | 10 | 39 | 36 | +3   |
| 10   | US Avellino P       | 50.667 | 30 | 11 | 7  | 12 | 34 | 38 | -4   |
| 11   | Vibonese            | 49.400 | 30 | 9  | 12 | 9  | 48 | 37 | +11  |
| 12   | Viterbese Castrense | 49.400 | 30 | 11 | 6  | 13 | 37 | 38 | -1   |
| 13   | Cavese              | 47.161 | 30 | 9  | 11 | 10 | 24 | 36 | -12  |
| 14   | Paganese            | 46.652 | 30 | 8  | 12 | 10 | 35 | 34 | +1   |
| 15   | Casertana           | 46.133 | 30 | 8  | 14 | 8  | 37 | 35 | +2   |
| 16   | Sicula Leonzio      | 36.733 | 30 | 7  | 8  | 15 | 37 | 46 | -9   |
| 17   | Bisceglie           | 25.333 | 30 | 3  | 11 | 16 | 21 | 40 | -19  |
| 18   | Rende               | 22.800 | 30 | 3  | 9  | 18 | 19 | 50 | -31  |
| 19   | Rieti               | 20.333 | 30 | 5  | 5  | 20 | 29 | 64 | -35  |
| 20   | Picerno P           | 40.533 | 30 | 8  | 8  | 14 | 29 | 38 | -9   |

| Légende : Qualifications et relégations | Légende : Qualifications et relégations           |
| --------------------------------------- | ------------------------------------------------- |
|                                         | Promu en Serie B                                  |
|                                         | Qualifié pour les barrages de promotion           |
|                                         | Relégation en Serie D                             |
|                                         | Participation aux barrages de maintien/relégation |
|                                         | Dissolution du club au terme de la saison         |
|                                         | P : Promu de Serie D R : relégué de Serie B       |

### Play off
- Dans chaque groupe les équipes classées de la 4e à la 8e place disputent un play off, les deux vainqueurs de chaque play-off et les clubs placés 2e et 3e se retrouvent pour le play-off national dont le vainqueur désigne le quatrième promu.

En cas d'égalité le club le mieux classé dans la saison passe au tour suivant.
Huitièmes de finale :
| 9 juillet 2020 | Monopoli | 0-1 | Ternana Calcio |  |
|                |          | (-) |                |  |

| 9 juillet 2020 | Juventus U23 | 2-0 | Calcio Padoue |  |
|                |              | (-) |               |  |

| 9 juillet 2020 | Carpi | 2-2 | Alexandrie |  |
|                |       | (-) |            |  |

| 9 juillet 2020 | Renate | 1-2 | Novare Calcio |  |
|                |        | (-) |               |  |

| 9 juillet 2020 | Potenza Calcio | 1-0 | US Triestina |  |
|                |                | (-) |              |  |

Quart de finale :
| 13 juillet 2020 | Reggio Audace | 0-0 | Potenza Calcio |  |
|                 |               | (-) |                |  |

| 13 juillet 2020 | Bari | 1-1 | Ternana Calcio |  |
|                 |      | (-) |                |  |

| 13 juillet 2020 | Carrarese | 2-2 | Juventus U23 |  |
|                 |           | (-) |              |  |

| 13 juillet 2020 | Carpi | 1-2 | Novare Calcio |  |
|                 |       | (-) |               |  |

Demi finale :
| 17 juillet 2020 | Reggio Audace | 2-1 | Novare Calcio |  |
|                 |               | (-) |               |  |

| 17 juillet 2020 | Bari | 2-1 | Carrarese |  |
|                 |      | (-) |           |  |

Finale :
| 22 juillet 2020 | Reggio Audace | 1-0 | Bari |  |
|                 |               | (-) |      |  |